# Andrij Leonyidovics Huszin
Andrij Leonyidovics Huszin (ukránul: Андрій Леонідович Гусін; Zolocsiv, 1972. december 11. – Kijev, 2014. szeptember 17.) válogatott ukrán labdarúgó, edző.

## Sikerei, díjai
Dinamo Kijiv
- Ukrán bajnok (7): 1997, 1998, 1999, 2000, 2001, 2003, 2004
- Ukrán kupagyőztes (4): 1998, 1999, 2000, 2003